# Ignaz Neubauer
Pour les articles homonymes, voir Neubauer.
Ignaz Neubauer, souvent appelé Ignatius Neubauer, est un théologien catholique, prêtre jésuite et professeur d'université allemand, né le 12 février 1726 à Bamberg et mort le 1795 à Oellingen (aujourd'hui commune de Gelchsheim).

## Biographie
Neubauer s'inscrit à l'Académie de Bamberg en 1740. Après avoir terminé ses études de philosophie, il rejoint la Compagnie de Jésus le 13 juillet 1745. De 1748 à 1756, il enseigne les humanités au lycée jésuite de Wurtzbourg. Il est actif à Ettlingen de 1757 à 1758, puis il enseigne la philosophie chez les jésuites à Bamberg jusqu'en 1761, à Wurtzbourg jusqu'en 1763 et enfin au collège jésuite de Heidelberg en 1763.
En 1763, Neubauer est nommé à la chaire de théologie dogmatique, de théologie morale et d'exégèse, fonction qu'il perd dix ans plus tard lors de la suppression de la Compagnie de Jésus en 1773. Alors qu'il est déjà professeur, il obtient un doctorat (Dr. theol.) en 1765. À Wurtzbourg, il participe à la rédaction de Theologia Wirceburgensis. Après avoir été démis de sa fonction de professeur, Neubauer devient prêtre à Oellingen, en Basse-Franconie, où il reste jusqu'à sa mort.

## Publications (sélection)
- (la) Philosophiae universae systema recentius, Mannheim, Aulicus, 1763.
- (la) Mentis humanae intellectus, voluntas et memoria, Heidelberg, 1763.
- (la) avec Heinrich Kilber, Thomas Holtzclau et Ulrich Munier : R. R. Patrum Societatis Jesu Theologia dogmatica, polemica, scholastica et moralis praelectionibus publicis in alma Universitate Wirceburgensi accommodata, 14 vol., Wurtzbourg, Stahel, 1766-1771 (=Theologia Wirceburgensis, 10 vol., Paris 1852-1854).
- (la) Vera religio vindicata contra omnis generis incredulos, Wurtzbourg, Stahel, 1771.